# Marcel Perrot
Marcel Léon Jacques Perrot (Vendôme, Loir-et-Cher, 24 de febrer de 1879 - Deauville, Calvados, 16 de juliol de 1969) va ser un tirador d'esgrima francès que va competir a començaments del segle xx.
El 1920 va prendre part en els Jocs Olímpics d'Anvers, on disputà dues proves del programa d'esgrima. Guanyà la medalla de plata en la competició de floret per equips, mentre en la prova del floret individual fou onzè.